# Eva Lovia
Eva Lovia, née le 29 mai 1989 à Wilmington en Caroline du Nord, est une actrice américaine de films pornographiques aux origines espagnoles et japonaises.

## Biographie
Eva Lovia est née en Caroline du Nord mais a grandi avec ses deux plus jeunes sœurs dans l'État de New York. Sa mère était modèle lingerie pour le magazine Playboy.
Lovia était pom-pom girl au lycée, et a décroché son premier travail à l’âge de 15 ans en tant que caissière. Elle a ensuite été mannequin bikinis et a participé à des compétitions de shooting photos.
En 2012, Eva Lovia a tourné sa première scène lesbienne pour la société de production de films pornographique avec Molly Cavalli pour Reality Kings. Le début de sa carrière d’actrice pornographique se résumera à des scènes lesbiennes. Ce n’est qu’en 2015, alors diplômée d’une licence en psychologie, qu’elle tourne sa première scène hétérosexuelle avec l’acteur Mick Blue.
Elle est notamment mise en vedette en 2015 lors d'une campagne de financement participatif au profit du tournage du premier film pornographique filmé dans l'espace,,. Le projet n'a pas encore abouti.
Eva Lovia est la Penthouse Pet de décembre 2017.

## Nominations
- 2016 : AVN Award — Female Performer of the Year
- 2016 : AVN Award — Best All-Girl Group Sex Scene — College Rules 20
- 2016 : AVN Award — Best Boy/Girl Sex Scene — Flesh
- 2016 : AVN Award — Best Group Sex Scene — Flesh
- 2016 : AVN Award — Best Sex Scene in a Foreign-Shot Production — Monarch: Agents of Seduction
- 2016 : AVN Award — Fan Award: Favorite Female Pornstar
- 2016 : AVN Award — Fan Award: Most Epic Ass
- 2016 : XBIZ Award – Best Actress, Parody Release — Anchorwoman: A XXX Parody
- 2016 : XBIZ Award — Best Actress, Couple-Themed Release — Monarch: Agents of Seduction
- 2016 : XBIZ Award — Best Scene Couple-Themed Release — Monarch: Agents of Seduction
- 2017 : AVN Award — Best All-Girl Group Sex Scene - Lick it Good
- 2017 : AVN Award — Best Girl/Girl Sex Scene — We Live Together.com 43
- 2017 : XBIZ Award — Female Performer of the Year
- 2017 : XBIZ Award — Best Scene, Parody Release — Sex Machina: A XXX Parody
- 2018 : AVN Award — Female Performer of the Year
- 2018 : AVN Award — Best Boy/Girl Sex Scene — My Wife’s Hot Sister
- 2018 : AVN Award — Best Double Penetration Sex Scene — Eva
- 2018 : AVN Award — Best Sex Scene in a Foreign-Shot Production — Bulldogs
- 2018 : XBIZ Award — Female Performer of the Year
- 2018 : XBIZ Award — Best Actress, Feature Release — Agent 69
- 2018 : XBIZ Award — Best Actress, Feature Release — Bulldogs

## Filmographie sélective
- 2013 : Amateur Lesbians Fuck
- 2013 : Getting Schooled
- 2013 : Show No Mercy
- 2014 : College Rules 17
- 2014 : Rookie of The Year: 2015
- 2015 : Anchorwoman: A XXX Parody
- 2015 : College Rules 20
- 2015 : Eva’s Adventures
- 2015 : Flesh
- 2015 : Kill Bill: A XXX Parody
- 2015 : Massive Curves
- 2015 : Monarch: Agents of Seduction
- 2016 : Bulldogs
- 2016 : Lick It Good
- 2016 : My Dad’s Hot Girlfriend 30
- 2016 : PornstarFantasy 3
- 2016 : Sex Machina : A XXX Parody
- 2016 : We Live Together.com 43
- 2017 : Agent 69
- 2017 : Ass Parade 61
- 2017 : Eva
- 2017 : My Wife’s Hot Sister